# 359 pr. n. št.

## Rojstva
- Filip II. Makedonski, makedonski kralj († 317 pr. n. št.)